# 阿米亞塔山

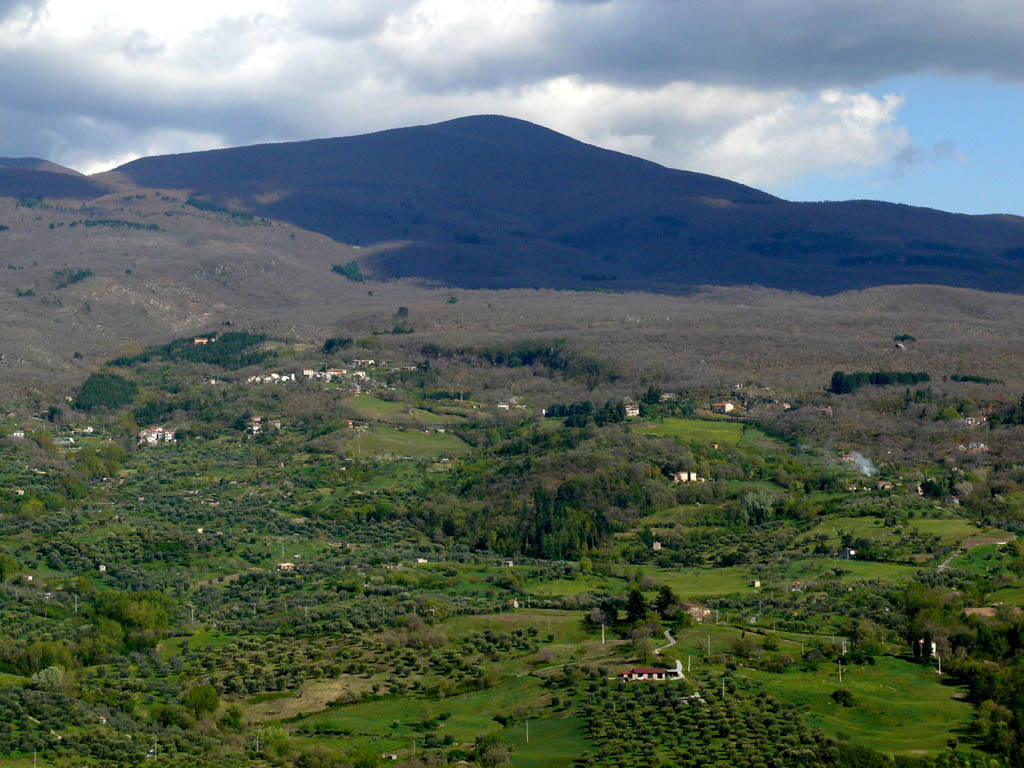

阿米亞塔山（Amiata）是意大利的火山錐，位於托斯卡尼大區，處於博賽納湖西北面約20公里，海拔高度1,738米，該地區主要經濟資源有栗子、木材和旅遊業。

## 历史
最近的一次喷发可追溯至约700,000年前。阿米亚塔山史前就有人类活动的踪迹，山上海拔1050米处有一洞穴，壁上绘有弓箭手样图画，被命名为弓手洞（Grotta dell'Arciere）。该岩画的具体时间难考，但可能是青铜时代的作品。伊特鲁斯坎时代阿米亚塔山被看做是圣山，山上居住着天神提尼亚（相当于罗马的朱庇特）。
1878年，一位叫大卫·拉策雷提的传道士宣称为救赎人类社会、反对世道不公及罗马教会的堕落，他自我牺牲于此山，他被称作阿米亚塔先知（profeta dell'Amiata）或是阿米亚塔基督（Cristo dell'Amiata）。他的门徒的教派称作正大卫派（Giurisdavidismo），直到2002年才正式终止活动。
1897年，山腰上小镇Abbadia San Salvatore建立了一座世界上最重要的水银矿，储量仅次于西班牙的阿尔马登水银矿。矿中开采朱砂，然后再炼化为水银。这座矿对周边城镇经济有积极的影响。七十年代中期水银矿关闭，留有博物馆纪念该矿。

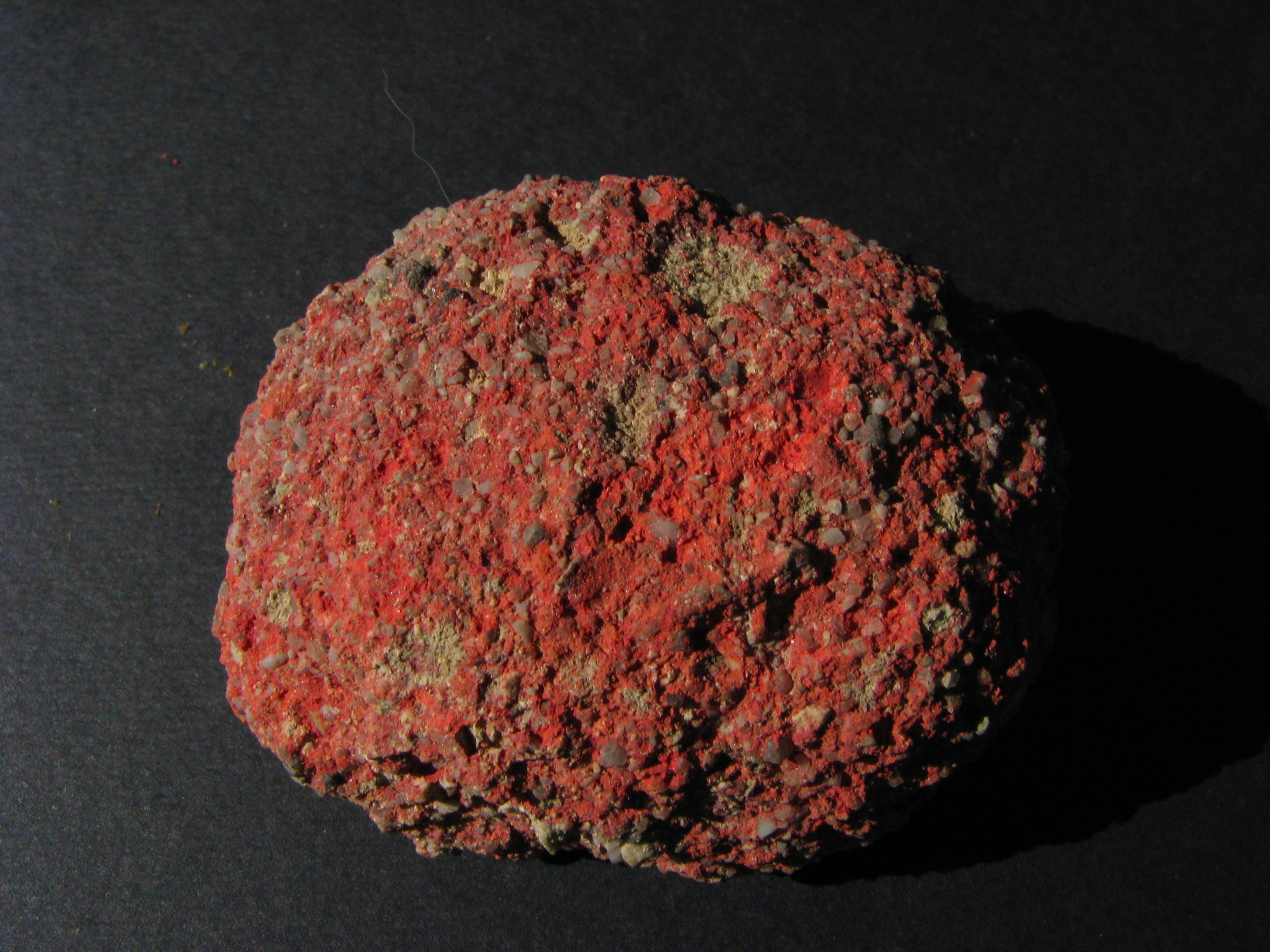
阿米亚塔山的朱砂

## 外部連結
- Monte Amiata
- Monte Amiata museum of mercury mines （页面存档备份，存于）